# Kazimierz Adolf Czarnecki

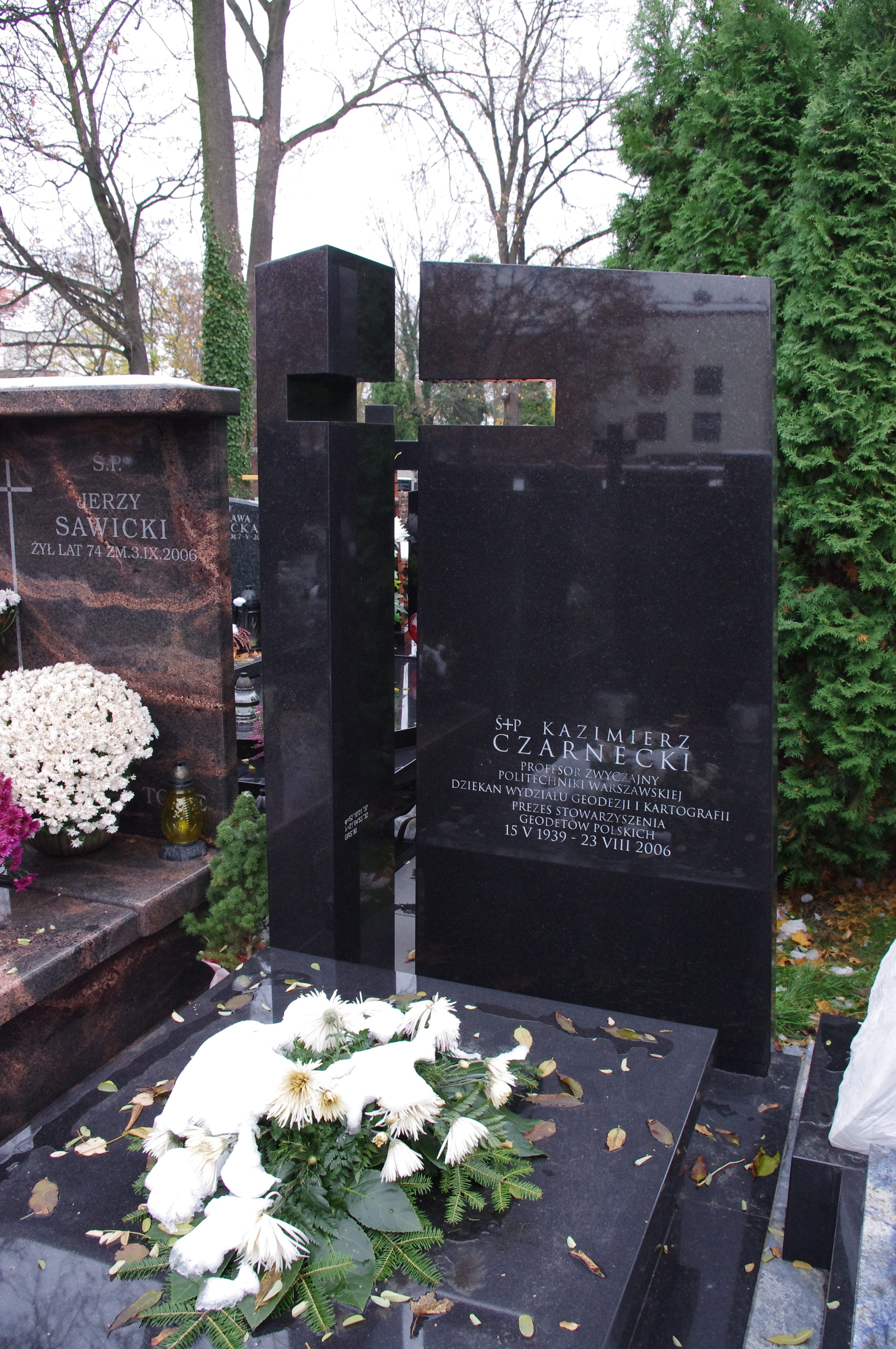
Grób geodety Kazimierza Adolfa Czarneckiego na Cmentarzu Wilanowskim w Warszawie

Kazimierz Adolf Czarnecki (ur. 15 maja 1939 w Przytułach, zm. 23 sierpnia 2006 w Warszawie) – polski geodeta, profesor Politechniki Warszawskiej, prezes Stowarzyszenia Geodetów Polskich.

## Życiorys
W 1965 roku ukończył studia na Wydziale Geodezji i Kartografii Politechniki Warszawskiej, tytuł doktora nauk technicznych uzyskał w 1974, a habilitację zakończył w 1980 roku. Tytuł naukowy profesora uzyskał w 1991 roku.
W latach 1978–1981 oraz 1985–1993 pełnił funkcję prodziekana Wydziału Geodezji i Kartografii. Od roku 1980 kierował Zespołem Dydaktycznym Geodezji Wyższej w Instytucie Geodezji Wyższej i Astronomii Geodezyjnej. W latach 1994–2002 był zastępcą, a w latach 2002–2005 Dyrektorem Instytutu Geodezji Wyższej i Astronomii Geodezyjnej Politechniki Warszawskiej. Od roku 2005 do śmierci był Dziekanem Wydziału Geodezji i Kartografii PW. Był wykładowcą geodezji wyższej w Wojskowej Akademii Technicznej.
Od 1977 do 1978 roku przebywał w Afganistanie, gdzie z ramienia ONZ (UNI Development Programme) pracował w Afgańskim Instytucie Kartograficznym i Katastralnym. W 1983 roku został członkiem Komitetu Geodezji Polskiej Akademii Nauk i członkiem i sekretarzem naukowym Komitetu Badań Kosmicznych i Satelitarnych przy Prezydium PAN. W roku 2005 został wybrany sekretarzem naukowym tego Komitetu. W latach 1990–1991 był przewodniczącym Państwowej Rady Geodezyjnej i Kartograficznej. Brał udział w pracach podkomisji EUREF w ramach Komisji X – Sieci Kontynentalne – Międzynarodowej Asocjacji Geodezji.
W latach 1985–1987 był wiceprezydentem, a następnie prezydentem (1988–1991) Komisji 2 Międzynarodowej Federacji Geodetów FIG "Professional Education and Literature". W roku 1990 zorganizował Grupę Roboczą ds. Edukacji w Międzynarodowej Unii Geodezji i Kartografii (IUSM) i przewodniczył jej w latach 1990–1991. Za swoją działalność dwukrotne został wyróżniony Certificate of Appreciation przez Prezydenta Międzynarodowej Federacji Geodetów (FIG). Przewodniczył Komitetowi Organizacyjnemu 52. Spotkania Komitetu Permanentnego FIG w Katowicach w roku 1985. Był współinicjatorem i organizatorem dwóch Międzynarodowych Kongresów Katastralnych organizowanych w Polsce (1998 w Warszawie oraz w 2003 roku w Krakowie) pod auspicjami FIG. W październiku 2006 roku na Kongresie w Monachium otrzymał członkostwo honorowe FIG.
Był przewodniczącym Stowarzyszenia Godetów Polskich w dwu kolejnych kadencjach w latach 1983–1986 i 1986–1989; a następnie prezesem SGP w kadencjach 1998–2001, 2001–2004 i 2004–2007. Przewodniczył Radzie Programowej "Przeglądu Geodezyjnego" (1989–1995). Członek honorowy SGP.
Jego biogram ukazał się w 12 edycji wydawanego w Stanach Zjednoczonych "Who's Who in the World". Został pochowany na cmentarzu w Wilanowie.

## Działalność naukowa
Jest autorem ponad 100 publikacji z zakresu geodezji wyższej, geodezji satelitarnej i geodynamiki, a także wielu referatów na sympozjach i kongresach międzynarodowych. Autor podręcznika "Geodezja współczesna w zarysie". Promotor pięciu przewodów doktorskich, recenzent 12 rozpraw doktorskich i 5 habilitacji.